# Оулайнен
О́улайнен (фін. Oulainen швед. Oulais)  — місто в провінції Північна Пог'янмаа, Фінляндія.
Населення  — 7739 осіб (2014), площа  — 597,54 км², щільність населення  — 13,17 осіб/км².

## Історія
Засноване 1865, статус міста отримало у 1977 році.